# Carretera de Nebraska 15
La Carretera de Nebraska 15 (en inglés: Nebraska Highway 15) y abreviada NE 15, con una longitud de 210,05 millas (338 km), es una carretera estatal de sentido sur-norte ubicada en el estado estadounidense de Nebraska. La Carretera de Nebraska 15 se inicia en su extremo sur en la frontera de Kansas en Fairbury y en el norte en la  Maskell en la frontera de Dakota del Sur.

## Cruces
Los principales cruces de la Carretera de Nebraska 15 son las siguientes:
| Condado     | Ubicación   | Millas | Cruces                           | Notas                                                                                             |
| ----------- | ----------- | ------ | -------------------------------- | ------------------------------------------------------------------------------------------------- |
| Jefferson   |             | 0.00   | KS 15 Sur (King Road)            | Extremo sur frontera de Kansas                                                                    |
| Jefferson   | Fairbury    | 7.15   | NE 8 Oeste (709th Road)          | Extremo sur de NE 8                                                                               |
| Jefferson   | Fairbury    | 8.86   | NE 8 Este                        | Extremo norte de NE 8                                                                             |
| Jefferson   | Fairbury    | 10.08  | US 136 (Este 14th Street)        |                                                                                                   |
| Jefferson   |             | 21.22  | NE 4 Este (723rd Road)           | Extremo sur de NE 4                                                                               |
| Jefferson   |             | 22.22  | NE 4 Oeste (724th Road)          | Extremo norte de NE 4                                                                             |
| Saline      | Western     | 27.25  | S 76C Oeste (County Road V)      |                                                                                                   |
| Saline      |             | 29.25  | NE 74 Oeste (County Road T)      |                                                                                                   |
| Saline      |             | 33.25  | NE 41 Este (County Road P)       | Extremo sur de NE 41                                                                              |
| Saline      |             | 35.26  | NE 41 Oeste (County Road N)      | Extremo norte de NE 41                                                                            |
| Saline      |             | 45.27  | US 6 Oeste (County Road D)       | Extremo sur de US 6                                                                               |
| Saline      | Dorchester  | 45.88  | NE 33 Este (County Road Dd)      |                                                                                                   |
| Saline      | Dorchester  | 48.47  | L 76E Sur (County Road 1400)     |                                                                                                   |
| Seward      |             | 57.00  | US 6 Este (Pioneers Road)        | Extremo norte de US 6                                                                             |
| Seward      |             | 60.55  | I 80                             | I-80 salida 379                                                                                   |
| Seward      | Seward      | 66.42  | US 34 (Main Street)              |                                                                                                   |
| Seward      | Staplehurst | 71.08  | S 80C Oeste (Branched Oak Road)  |                                                                                                   |
| Seward      | Bee         | 73.09  | S 80B Este (Rock Creek Road)     |                                                                                                   |
| Butler      | Ulysses     | 78.08  | NE 66 Este S 12C Oeste (Road 23) |                                                                                                   |
| Butler      |             | 87.14  | NE 92 Este (32 Road)             | Extremo sur de NE 92                                                                              |
| Butler      |             | 88.66  | NE 92 Oeste (32 Road)            | Extremo norte de NE 92                                                                            |
| Butler      | Bruno       | 93.67  | S 12B Este (37 Road)             |                                                                                                   |
| Butler      |             | 97.67  | NE 64 Oeste (41 Road)            |                                                                                                   |
| Butler      | Linwood     | 104.67 | S 12A Este (45 Road)             |                                                                                                   |
| Colfax      | Schuyler    | 109.65 | US 30                            | Intercambio                                                                                       |
| Colfax      |             | 126.72 | NE 91 (Road W)                   |                                                                                                   |
| Stanton     |             | 134.77 | NE 32 (828th Road)               |                                                                                                   |
| Stanton     |             | 147.78 | US 275 Oeste (841st Road)        | Extremo sur de US 275                                                                             |
| Stanton     |             | 149.79 | US 275 Este                      | Extremo norte de US 275                                                                           |
| Wayne       | Wayne       | 164.77 | NE 35 (7th Street)               |                                                                                                   |
| Dixon/Cedar | Concord     | 174.83 | NE 116 Norte                     |                                                                                                   |
| Cedar       | Laurel      | 180.20 | US 20 Oeste                      | Extremo sur de US 20                                                                              |
| Cedar       |             | 182.71 | US 20 Este                       | Extremo norte de US 20                                                                            |
| Cedar       |             | 183.15 | NE 59 (872nd Road)               |                                                                                                   |
| Cedar       |             | 188.03 | NE 84 Oeste (882nd Road)         |                                                                                                   |
| Cedar       |             | 199.41 | NE 12 Oeste (890th Road)         | Extremo sur de NE 12                                                                              |
| Dixon       |             | 207.12 | NE 12 Este                       | Extremo norte de NE 12                                                                            |
| Dixon       |             | 210.07 | SD 19 Norte                      | Dakota del Sur, fronteriza a Vermillion–Newcastle Bridge sobre el río Misori en la terminal norte |